# Caspar Otto Christoph von Rohr
Caspar Otto Christoph von Rohr (geb. 15. September 1711 in Ganzer; gest. 22. November 1762 in Stöffin) war ein preußischer Landrat.

## Herkunft und Leben

Stammwappen derer von Rohr (Brandenburg)

Caspar Otto Christoph von Rohr war Angehöriger des märkischen Adelsgeschlechts Rohr. Er war der Sohn von Otto Albrecht von Rohr (1666–1736), erster Landrat des Kreises Ruppin, Erbherr auf Ganzer II, Leddin, Brunn und Stöffin. Seine Mutter war Marie Ottlie (1682–1766), Tochter des Albrecht Johann von Quast auf Garz und Rohrlack. Caspar Otto hielt sich von April 1728 bis zur Mitte des Jahres 1729 an der Universität Halle auf. Im Juli 1729 konnte er Adjunkt bei seinem Vater werden, nachdem dieser 600 Taler an die Rekrutenkasse überwiesen hatte. Nach dem Tod seines Vaters im Frühjahr 1736, übernahm er dessen Amtsgeschäfte als Landrat im Kreis Ruppin. Das Amt als Landrat übte er bis zum Jahr 1762 aus, Nachfolger wurde Georg Christoph von Wahlen-Jürgass aus Ganzer.

## Persönliches
Caspar Otto Christoph von Rohr war Erbherr auf  Stöffin. Er war mit Sophie Sabine von Quast (1715–1777) verheiratet, ihre Kinder waren:
1. Dorothea Catharina Maria († 1792)
2. Wilhelmine Sophie Charlotte († 1793)
3. Dorothea Caroline Charlotte († 1792)
4. Wilhelm Johann Friedrich (1747–1834)
5. Ferdinand Johann Ernst Adolf (1752–1819)
6. Franz Carl Ludwig (1754–1838)